# Artemis (satellite)
Artemis è un satellite di telecomunicazioni dell'Agenzia Spaziale Europea. Il compito principale di Artemis è quello di servire da ripetitore per gli altri satelliti in orbita, in modo da migliorare la velocità e la qualità delle trasmissioni.
Il satellite Artemis è significativo anche per il propulsore ionico di cui è dotato. Originariamente tale motore era stato installato esclusivamente per le piccole correzioni dell'orbita, ma dei malfunzionamenti del vettore Ariane 5, che ha posizionato il satellite a 17000 km da terra al posto dei 36 000 previsti, hanno reso necessario il suo intervento per riportare la sonda alla quota stabilita. È stata la prima volta che un propulsore ionico veniva utilizzato per questo scopo.

## Scopi

### Artemis come ripetitore

Il satellite Artemis comunica con il satellite francese SPOT4 tramite SILEX. (Foto: ESA)

Il satellite Artemis si trova nell'orbita geostazionaria, a circa 36000 km dalla superficie terrestre. Da questa distanza Artemis è in grado di contattare diverse stazioni di ricezione dell'ESA. Satelliti più bassi quali Envisat, invece, non sono sempre in grado di raggiungere una stazione a terra e che quindi devono immagazzinare i dati che raccolgono per poi ritrasmetterli quando una stazione entra nel loro orizzonte. Poiché, però, la memoria interna del satellite è limitata, è possibile che in questo processo alcuni dati debbano essere eliminati perché la memoria si è saturata.
Il compito di Artemis è quello di raccogliere i dati dei satelliti più bassi e ritrasmetterli istantaneamente ad una delle stazioni a terra. In questo modo non c'è perdita di informazioni e i dati raccolti dai satelliti sono sempre immediatamente disponibili, cosa che permette il monitoraggio di zone terrestre, ad esempio, colpite da catastrofi naturali, in cui è necessario un controllo in tempo reale.
Per svolgere il suo compito di ripetitore, Artemis utilizza l'innovativo sistema SILEX, che si compone di un laser a 840 nanometri per comunicare con gli altri satelliti. Per i contatti con le stazioni a terra, invece, si serve di una normale antenna radio.
Artemis serve questi satelliti:
- Satellite Envisat (missione conclusa)
- Costellazione Eutelsat (24 satelliti)
- Costellazione SPOT (5 satelliti)

altri utenti futuri saranno:
- Automated Transfer Vehicle
- Modulo Columbus

### Artemis come nodo EGNOS
Oltre alla funzione di ripetitore per altri satelliti, Artemis è anche un componente fondamentale del sistema di posizionamento europeo EGNOS. EGNOS, infatti, è un sistema che integra il sistema americano GPS e quello russo GLONASS, fornendo satelliti aggiuntivi con i quali effettuare una correzione dei dati degli altri due sistemi per migliorarne l'affidabilità e la precisione. La funzione di Artemis è quella di inviare questi segnali correttivi per l'area dell'Europa, del Nordafrica e del Medio Oriente.
Si prevede che in futuro, con l'evoluzione di EGNOS nel nuovo sistema europeo Galileo, Artemis possa diventarne parte.

## Cronologia
- marzo 2001: Il satellite Artemis arriva a Kourou, Guyana francese.
- 5 luglio 2001: Artemis e BSat-2B vengono posti nel vettore Ariane 5.
- 11 luglio 2001: L'Ariane 5 viene trasportato alla rampa di lancio del Centre Spatial Guyanais
- 12 luglio 2001: Il vettore Ariane 5, volo 142, con a bordo Artemis e BSat-2B parte dal Centre Spatial Guyanais.
- 21 luglio 2001: Un guasto nell'ultimo stadio dell'Ariane 5 fa sì che Artemis raggiunga solo la quota di circa 17 000 km invece dei 36 000 previsti. Nei mesi successivi vengono utilizzati i motori a propulsione chimica per alzare il satellite a 31 000 chilometri.
- febbraio 2002: Vengono spenti i motori chimici e accesi degli innovativi motori a propulsione ionica che portano il satellite ai 36 000 chilometri richiesti.
- 30 novembre 2001: Test di trasmissione di SILEX con un collegamento con il satellite francese SPOT4.
- 31 gennaio 2003: Artemis raggiunge l'orbita geostazionaria definitiva, sopra la Repubblica Democratica del Congo.
- 18 maggio 2016: Artemis comincia il suo spostamento verso la nuova posizione a 123.0 gradi Est.
- 17 novembre 2016: Artemis conclude il suo spostamento e viene inserito nella sua nuova posizione a 123.0 gradi Est.